# Evangelische Kirche Hille

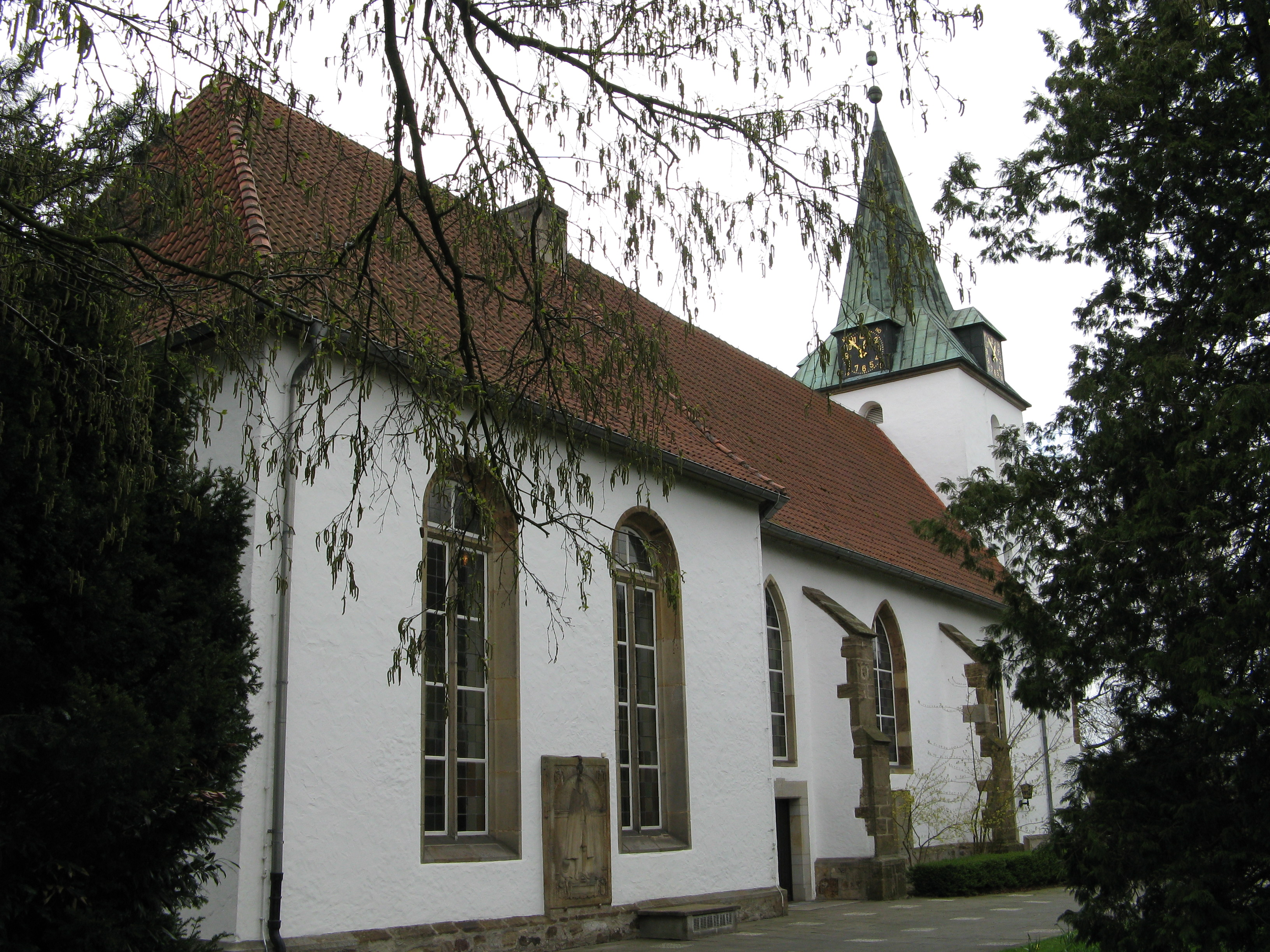
Ansicht von Nordosten, links der Anbau

Die Evangelische Kirche in der Ortschaft Hille der gleichnamigen Gemeinde ist die Pfarrkirche der Evangelischen Kirchengemeinde Hille, die dem Kirchenkreis Minden der Evangelischen Kirche von Westfalen angehört.
Das Kirchengebäude geht auf das 16. Jahrhundert zurück und wurde im 18. Jahrhundert erweitert.

## Baugeschichte und Architektur

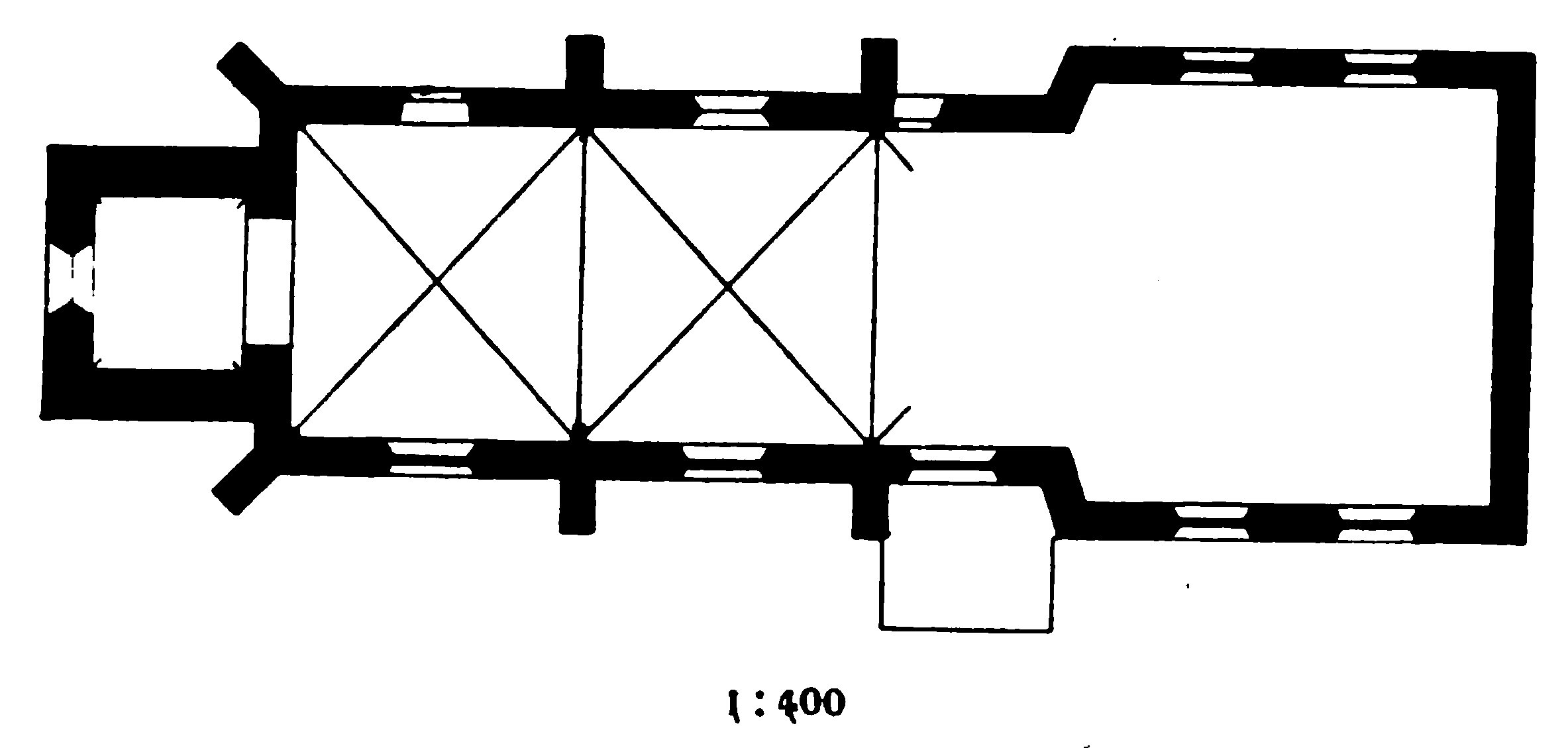
Grundriss

Die Kirche wurde 1523 zunächst als dreijochige Saalkirche im gotischen Stil erbaut. Zwischen 1752 und 1759 wurde ein Teil des östlichen Jochs entfernt und nach Osten ein rechteckiger Erweiterungsbau angebaut, der breiter ist als das alte Schiff. Der Westturm wurde 1801 errichtet.
Die zweieinhalb verbliebenen Joche des Langhauses sind mit Kreuzrippengewölbe ausgestattet, das im östlichen Halbjoch 1954–1956 erneuert wurde. Die Fenster sind am älteren Teil der Kirche spitzbogig und zum Teil mit Maßwerk versehen, am Anbau rundbogig.

## Ausstattung
Die ältesten Teile der Ausstattung sind ein zwölfarmiger, bronzener Kronleuchter aus der Renaissance, eine mit 1604 datierte Empore sowie der barocke Altar. Bei der Renovierung des Gewölbes in den 1950er Jahren wurden Deckenmalereien aufgedeckt, die aus dem zweiten Viertel des 16. Jahrhunderts stammen.